# Tisuby & Georgina
Tisuby & Georgina (San Felipe, Venezuela) fue un dúo pop venezolano de la década de los 90 y principios de 00. Se hicieron conocidas por canciones como Tengo, Ruleta de Amor y Una Llamada (¿Por Que No') a dueto con Wisin y Yandel

## Inicios
En 1996 Georgina León y Tisuby González ambas oriundas de San Felipe una ciudad al centroccidente de Venezuela crean una banda llamada La Agrupación Al Aire, con la que participan en el programa de talento más destacado de Venezuela, Cuánto vale el show.

### Sueños simples (2001)
Fue el primer álbum de estudio del dúo y fue lanzado en 2001 por el sello Líderes. Las letras y la música de todas las canciones fueron compuestas por ellas mismas.

### Ruleta del amor (2003)
Segundo álbum del dúo que fue grabado en España bajo la producción de Miguel Blasco y Luca Rustici. Contenía 12 temas entre los que destacaron Ruleta de amor, Monotonía y Tengo.

## Discografía

### Álbumes de estudio
- Sueños simples (2001)
- Ruleta del amor (2003)

### Videoclips
- Monotonía (2001)
- Nunca Mas (2002)
- Ruleta del amor (2003)
- Tengo (2003)
- Una llamada con Wisin y Yandel (2004)